# Флейшман, Фридрих (художник)
Фридрих Флейшман (нем. Friedrich Fleischmann; 1791, Нюрнберг — 1834, Мюнхен) — немецкий художник и гравёр, карикатурист.

## Биография
Фридрих Флейшман родился в Нюрнберге 23 марта 1791 году.
Воспитанник нюрнбергской школы гравюры, на протяжении полутора столетий связанной с семьёй Прайсслеров. Обогатил местную гравировальную школу введением в практику гравюры по стали. Наследие художника включает в себя около 1900 работ. В числе которых преимущественно портреты современников, созданные Флейшманом непосредственно с натуры; но также и портреты церквных деятелей, гравированные по оригиналам Альбрехта Дюрера и других крупных немецких художников.

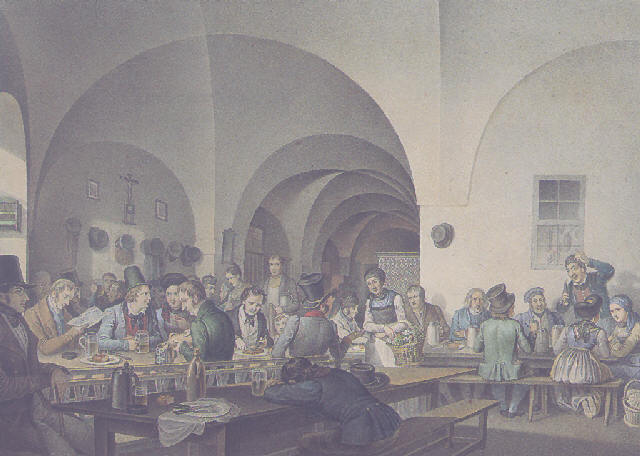
Ф. Флейшман. Художник Фридрих Флейшман в пивном погребке в кругу своих мюнхенских коллег по искусству. 1834, акварель

Согласно биографической справке во Всеобщем германском биографическом словаре (нем. Allgemeine Deutsche Biographie),
в начале 1830 года Фридрих Флейшман опубликовал забавную политическую карикатуру на одного из местных журналистов, который, в отместку художнику, сумел настроить против него обывателей, дом которого был разгромлен толпой, а сам Флейшман был вынужден покинуть Нюрнберг и в 1831 году перебраться в Мюнхен, город в котором он и умер 9 ноября 1834 года.